# Ewa Harsdorf
Ewa Harsdorf (ur. 14 kwietnia 1910 w Zielonej, zm. 12 maja 1999 w Nowym Sączu) – polska malarka, graficzka i organizatorka kulturalna związana z Nowym Sączem. Harcmistrzyni ZHP, żołnierz konspiracji. 

## Życiorys
W Zielonej przeżyła rewolucję bolszewicką i I wojnę światową. Wraz z rodziną została zmuszona uciekać z Kresów w obawie przed represjami. Matka była nauczycielką w gimnazjum polskim, ojciec referentem ze starostwie polskim. W Nowym Sączu mieszkała od 1920 r. Lekcje rysunku pobierała u Bolesława Barbackiego. Absolwentka Państwowej Szkoły Sztuk Zdobniczych i Przemysłu Artystycznego w Krakowie. Była nauczycielką wychowania plastycznego w szkołach średnich. Podczas okupacji jako instruktorka harcerska ps. „Słoneczna Dziewczyna” w organizacji „Białego Orła – Resurectio” i ZWZ. Od maja 1940 r. więziona przez 7 tygodni przez Gestapo. Współzałożycielka ZPAP w Nowym Sączu. Od 1955 r. przez 20 lat prowadziła amatorski zespół plastyczny przy Domu Kultury Kolejarza i była scenografem teatru Robotniczego im. B. Barbackiego. Artystka uprawiała malarstwo sztalugowe, techniki kolażu, grafikę oraz polichromię.